# Mort pour le service de la Nation
Ne doit pas être confondu avec Mort pour le service de la République ou Mort pour la France.
« Mort pour le service de la Nation », est, en France, une mention honorifique posthume à l'état civil, portée sur l'acte de décès d’un militaire tué en service ou en raison de sa qualité de militaire ou d’un autre agent public tué en raison de ses fonctions ou de sa qualité.
Celle-ci permet l'inscription des noms des bénéficiaires sur les monuments aux morts et la reconnaissance de leurs ayants droit enfants comme pupilles de la Nation,.

## Historique
La mention « Mort pour le service de la Nation » a été instituée par l'article 12 de la loi no 2012-1432 du 21 décembre 2012 relative à la sécurité et à la lutte contre le terrorisme. Elle est codifiée à l'article L. 513-1 du Code des pensions militaires d'invalidité et des victimes de guerre (CPMIVG).
La mention est applicable aux décès survenus à compter du 1er janvier 2002. Cet effet rétroactif et le choix de cette date ont été suggérés par la Chancellerie pour couvrir l'attentat du 8 mai 2002 à Karachi,.
Le décret du 18 mars 2016 codifié aux articles R. 513-1 à R. 513-5 du CPMIVG a réglementé l'attribution de la mention.
Les conditions d'attribution de la mention « Mort pour le service de la Nation » ont été modifiées en 2021 avec la création d'une nouvelle mention « Mort pour le service de la République » et pour la distinguer de cette dernière. Depuis lors, la mention n'est attribuable qu'aux militaires et agents publics décédés des suites de l'acte volontaire d'un tiers, et non plus « du fait de l'accomplissement de leurs fonctions dans des circonstances exceptionnelles ».

## Conditions d'attribution
L’Office national des combattants et victimes de guerre instruit les demandes d'attribution de la mention « Mort pour le service de la Nation »
Le ministre compétent peut décider que la mention « Mort pour le service de la Nation » est portée sur l’acte de décès d’un militaire tué en service ou en raison de sa qualité de militaire ou d’un autre agent public tué en raison de ses fonctions ou de sa qualité.
Le texte précise également que lorsque, pour un motif quelconque, cette mention n’a pu être inscrite sur l’acte de décès au moment de la rédaction de celui-ci, elle est ajoutée ultérieurement dès que les éléments nécessaires de justification le permettent.

## Droits
Les enfants des personnes dont l’acte de décès porte la mention « Mort pour le service de la Nation » ont vocation à la qualité de pupille de la Nation.
La succession de la personne attributaire de la mention « Mort pour le service de la Nation » est exonérée de l’impôt de mutation par décès.
Lorsque la mention « Mort pour le service de la Nation » a été portée sur l'acte de décès, l'inscription du nom du défunt sur un monument de sa commune de naissance ou de son dernier domicile est obligatoire.

## Morts pour le service de la Nation[11]
| Date              | Nom             | Prénom          | Grade                   | Age    | Unité                      | Circonstance(s) |
| ----------------- | --------------- | --------------- | ----------------------- | ------ | -------------------------- | --- |
| 21 mai 2023       | Gréblac         | Steven          | Capitaine               | 25 ans | Police Nationale           | Tué à Villeneuve-d'Ascq, dans un accident de la route, causé par un conducteur en excès de vitesse et à contre sens ,.                       |
| 21 mai 2023       | Medeiros        | Paul            | Capitaine               | 25 ans | Police Nationale           | Tué à Villeneuve-d'Ascq, dans un accident de la route, causé par un conducteur en excès de vitesse et à contre sens ,.                       |
| 21 mai 2023       | Raux            | Manon           | Capitaine               | 24 ans | Police Nationale           | Tué à Villeneuve-d'Ascq, dans un accident de la route, causé par un conducteur en excès de vitesse et à contre sens ,.                       |
| 13 octobre 2023   | Bernard         | Dominique       | Aucun - civil           | 57 ans | Éducation Nationale        | Tué à Arras, Lycée Gambetta-Carnot poignardé à mort devant l'entrée du lycée .                                                               |
| 21 novembre 2022  | Montuelle       | Ludovic         | Inspecteur principal    | 43 ans | Finances Publiques         | Tué à Bullecourt, séquestré et poignardé lors d'un contrôle fiscal.                                                                          |
| 12 septembre 2021 | Bonnard         | Pierre-François | Aucun - civil           | 42 ans | Sécurité Civile            | Tué à Villard-de-Lans, tué dans le crash d'un hélicoptère de la sécurité civile.                                                             |
| 13 mai 2021       | Adam            | Audrey          | Aucun - civil           | 36 ans | Affaires Sociales et Santé | Tuée à Virey-sous-Bar, abattu par un homme dont elle assurait le suivi.                                                                      |
| 5 mai 2021        | Masson          | Eric            | Commandant              | 36 ans | Police Nationale           | Tué à Avignon, abattu par un trafiquant de stupéfiant lors d'un contrôle.                                                                    |
| 23 avril 2021     | Montfermé       | Stéphanie       | Aucun - civil           | 49 ans | Police Nationale           | Tuée à Rambouillet, mortellement poignardée par un terroriste qui fait irruption dans le commissariat où elle travaille.                     |
| 28 janvier 2021   | Pasquion        | Patricia        | Aucun - civil           | 54 ans | Ministère du Travail       | Tuée à Valence, abattue par un forcené armé qui fait irruption dans l'agence Pôle Emploi où elle travaille.                                  |
| 13 janvier 2021   | Delbreil        | Laurent         | Adjudant                | 49 ans | Sapeurs Pompiers           | Tué à Vroville, tué dans un accident de la circulation alors qu'il se rendait en intervention.                                               |
| 22 décembre 2020  | Dupuis          | Rémi            | Adjudant                | 37 ans | Gendarmerie Nationale      | Tué à Saint-Just, abattu par un forcené lourdement armé qui était retranché chez lui.                                                        |
| 22 décembre 2020  | Mavel           | Arno            | Brigadier               | 21 ans | Gendarmerie Nationale      | Tué à Saint-Just, abattu par un forcené lourdement armé qui était retranché chez lui.                                                        |
| 22 décembre 2020  | Morel           | Cyrille         | Lieutenant              | 45 ans | Gendarmerie Nationale      | Tué à Saint-Just, abattu par un forcené lourdement armé qui était retranché chez lui.                                                        |
| 8 décembre 2020   | de Saint-Martin | Amaury          | Commissaire             | 48 ans | Police Nationale           | Tué à Bonvillard, tué dans le crash d'un hélicoptère lors d'un exercice de secours en haute montagne.                                        |
| 16 octobre 2020   | Paty            | Samuel          | Aucun - civil           | 47 ans | Éducation Nationale        | Tué à Éragny, décapité devant le collège où il enseignait pour avoir montré des caricatures de Mahomet à ses élèves.                         |
| 2 octobre 2020    | Kohlhuber       | Bruno           | Commandant              | 49 ans | Sapeurs Pompiers           | Tué à Gattières, disparu dans son véhicule d'intervention lors de l'effondrement de la route sur laquelle il circulait.                      |
| 2 octobre 2020    | Millo           | Loic            | 1re Classe              | 31 ans | Sapeurs Pompiers           | Tué à Saint-Martin-Vésubie, disparu dans son véhicule d'intervention lors de l'effondrement de la route sur laquelle il circulait.           |
| 6 août 2020       | Monroy          | Eric            | Capitaine               | 43 ans | Police Nationale           | Tué au Mans, délibérément percuté par un automobiliste lors d'un contrôle routier.                                                           |
| 4 juillet 2020    | Lemée           | Mélanie         | Major                   | 25 ans | Gendarmerie Nationale      | Tuée à Port-Sainte-Marie, délibérément percutée par un automobiliste lors d'un contrôle routier.                                             |
| 13 février 2020   | Multon          | Elodie          | Aucun - civil           | 30 ans | Affaires Sociales et Santé | Tuée à Poitiers, mortellement poignardé par un patient dans une unité de soins psychiatriques.                                               |
| 13 janvier 2020   | Labois          | Franck          | Capitaine               | 45 ans | Police Nationale           | Tué à Bron, délibérément percuté par le conducteur d'une fourgonnette refusant un contrôle.                                                  |
| 1er décembre 2019 | Savornin        | Norbert         | Sergent Chef            | 44 ans | Sapeurs Pompiers           | Tué aux Pennes-Mirabeau, tué dans le crash d'un hélicoptère de la sécurité civile qui intervenait sur les inondations dans le Var.           |
| 1er décembre 2019 | Garat           | Jean            | Aucun - civil           | 40 ans | Sécurité Civile            | Tué aux Pennes-Mirabeau, tué dans le crash d'un hélicoptère de la sécurité civile qui intervenait sur les inondations dans le Var.           |
| 1er décembre 2019 | Escalin         | Michel          | Aucun - civil           | 47 ans | Sécurité Civile            | Tué aux Pennes-Mirabeau, tué dans le crash d'un hélicoptère de la sécurité civile qui intervenait sur les inondations dans le Var.           |
| 12 octobre 2019   | Revello         | Nicolas         | Capitaine               | 46 ans | Police Nationale           | Tué à la Tronche, tué dans une chute en haute montagne alors qu'il portait secours à des alpinistes en difficultés.                          |
| 3 octobre 2019    | Trifiro         | Aurélia         | Capitaine               | 39 ans | Police Nationale           | Tuée à Paris, mortellement poignardé par un collègue radicalisé dans les locaux de la préfecture de police de Paris.                         |
| 3 octobre 2019    | Le Mescam       | Brice           | Aucun - civil           | 38 ans | Police Nationale           | Tué à Paris, mortellement poignardé par un collègue radicalisé dans les locaux de la préfecture de police de Paris.                          |
| 3 octobre 2019    | Lancelot        | Anthony         | Gardien de la Paix      | 38 ans | Police Nationale           | Tué à Paris, mortellement poignardé par un collègue radicalisé dans les locaux de la préfecture de police de Paris.                          |
| 3 octobre 2019    | Ernest          | Damien          | Major                   | 50 ans | Police Nationale           | Tué à Paris, mortellement poignardé par un collègue radicalisé dans les locaux de la préfecture de police de Paris.                          |
| 2 août 2019       | Chesneau        | Franck          | Aucun - civil           | 49 ans | Sécurité Civile            | Tué à Générac, tué dans le crash de l'avion bombardier d'eau qu'il pilotait lors d'un incendie.                                              |
| 17 juillet 2019   | Vandeville      | Mickael         | Sergent                 | 30 ans | Armée de Terre             | Tué à Papaichton, intoxiqué par des émanations toxiques dans une infrastructure souterraine d'orpailleurs.                                   |
| 17 juillet 2019   | Roellinger      | Edgar           | Adjudant                | 27 ans | Armée de Terre             | Tué à Papaichton, intoxiqué par des émanations toxiques dans une infrastructure souterraine d'orpailleurs.                                   |
| 17 juillet 2019   | Guyot           | Cédric          | Sergent                 | 31 ans | Armée de Terre             | Tué à Papaichton, intoxiqué par des émanations toxiques dans une infrastructure souterraine d'orpailleurs.                                   |
| 12 janvier 2019   | Cartannaz       | Simon           | Sergent                 | 28 ans | Sapeurs Pompiers           | Tué à Paris, mortellement blessé lors d'une explosion à la suite d'une fuite de gaz.                                                         |
| 12 janvier 2019   | Josselin        | Nathanael       | 1er Classe              | 27 ans | Sapeurs Pompiers           | Tué à Paris, mortellement blessé lors d'une explosion à la suite d'une fuite de gaz.                                                         |
| 9 janvier 2019    | Pime            | Bertrand        | 1re Classe              | 49 ans | Sapeurs Pompiers           | Tué à Dumbéa, grièvement brûlé en combattant un feu de végétation, décède le lendemain de ses blessures.                                     |
| 27 septembre 2018 | Filoé           | Pascal          | Chef de Police          | 45 ans | Police Municipale          | Tué à Rodez, mortellement poignardé par un homme qui fait irruption à proximité du commissariat protestant contre la saisie de son chien.    |
| 4 septembre 2018  | Henry           | Geoffroy        | Caporal                 | 27 ans | Sapeurs Pompiers           | Tué à Rungis, lors d'une intervention sur un individu en détresse psychiatrique, il est mortellement poignardé.                              |
| 25 août 2018      | Cattani         | David           | Gardien-de-la-Paix      | 46 ans | Police Nationale           | Tué à Sanary-sur-Mer, lors d'une mission d'escorte d'un bus du RC Toulon, il perd le contrôle de sa moto et chute mortellement.              |
| 24 mars 2018      | Beltrame        | Arnaud          | Colonel                 | 44 ans | Gendarmerie Nationale      | Tué à Trèbes, lors d'une prise d'otage dans un supermarché, il prend la place d'un otage et est égorgé par un terroriste.                    |
| 5 février 2018    | Lannes          | David           | Major                   | 46 ans | Gendarmerie Nationale      | Tué à Salles, lors d'un contrôle de vitesse, il est délibérément percuté par un scootériste âgé de 16 ans.                                   |
| 13 janvier 2018   | Lassus-David    | Jonathan        | Sergent                 | 28 ans | Sapeurs Pompiers           | Tué à Choisy-le-Roi, lors d'une intervention sur un feu de parking souterrain, il est mortellement blessé.                                   |
| 20 avril 2017     | Jugelé          | Xavier          | Gardien-de-la-Paix      | 37 ans | Police Nationale           | Tué à Paris, alors en mission de sécurisation sur les Champs-Élysées, il est abattu au volant de fourgon par un terroriste.                  |
| 27 novembre 2016  | Rusig           | Christian       | Major                   | 55 ans | Gendarmerie Nationale      | Tué à Tarascon-sur-Ariège lors d'un contrôle routier par un automobiliste qui le percute délibérément.                                       |
| 13 juin 2016      | Schneider       | Jessica         | Agent Administratif     | 36 ans | Police Nationale           | Tuée à Magnanville, après que son mari vient d'être tué, elle est à son tour égorgée devant son fils en bas âge.                             |
| 13 juin 2016      | Salvaing        | Jean-Baptiste   | Commandant              | 42 ans | Police Nationale           | Tué à Magnanville, alors qu'il rejoint son domicile, il est égorgé par un terroriste qui lui tend un guet-apens.                             |
| 6 juin 2016       | Avae            | Emile           | Caporal                 | 23 ans | Armée de Terre             | Tué à ?, lors d'une opération de lutte contre l'orpaillage, il est tué par la chute d'un arbre.                                              |
| 21 mai 2016       | Nicolas         | Alain           | Capitaine               | 38 ans | Gendarmerie Nationale      | Tué à Gassin, lors d'une intervention au domicile d'un homme retranché, il est mortellement blessé par balles.                               |
| 18 janvier 2016   | Lamarana        | Touré           | Caporal                 | 33 ans | Armée de Terre             | Tué à Modane, lors d'une manœuvre militaire, il est tué par une avalanche.                                                                   |
| 8 décembre 2015   | Bouissou        | Christophe      | Gardien-Titulaire       | 43 ans | Police Municipale          | Tué à Cavalaire-sur-Mer, lors d'une intervention pour violence conjugales il est abattu par un homme armé.                                   |
| 23 novembre 2015  | Robinson        | Pascal          | Inspecteur              | 42 ans | Douanes                    | Tué à Toulon, lors d'une intervention pour appréhender un trafiquant d'armes il est tué par balles, un douanier et un policier sont blessés. |
| 18 septembre 2015 | Fillippi        | Patricia        | 1re Classe              | 48 ans | Sapeurs Pompiers           | Tuée à Cerbère, lors d'un feux de forêt elle est prise dans une tenaille, elle décède dans la nuit.                                          |
| 25 août 2015      | Pruvot          | Laurent         | Major                   | 44 ans | Gendarmerie Nationale      | Tué à Roye, lors d'une intervention dans un camp de gitans il est mortellement blessé par balle, trois autres personnes sont tuées.          |
| 27 avril 2015     | Salel           | Aurélie         | Sergent                 | 25 ans | Sapeurs Pompiers           | Tuée à Livry-Gargan, lors d'un feu de pavillon elle est prise au piège à l'étage et est grièvement brûlée, elle décède de ses blessures.     |
| 27 avril 2015     | Dumont          | Florient        | Caporal-Chef            | 25 ans | Sapeurs Pompiers           | Tué à Livry-Gargan, lors d'un feu de pavillon il est pris au piège à l'étage et est grièvement brûlé, il décède de ses blessures.            |
| 10 avril 2015     | Vautrin         | Benoît          | Gardien-de-la-Paix      | 36 ans | Police Nationale           | Tué à Aubin, lors d'un contrôle routier, il est délibérément percuté par un automobiliste lancé à pleine vitesse.                            |
| 19 mars 2015      | Gasztowtt       | Jacques         | Aucun - civil           | 49 ans | Affaires Sociales et Santé | Tué à Nantes, lors d'un entretien il est poignardé par un homme après s'être interposé entre lui et sa femme au cours d'une dispute.         |
| 26/01/2015        | Poignant        | Arnaud          | Capitaine               | 26 ans | Armée de l'air             | Tué à Albacete par accident lors d'un exercice aérien                                                                                        |
| 8 janvier 2015    | Jean-Philippe   | Clarissa        | Gardien Stagiaire       | 26 ans | Police Municipale          | Tuée à Montrouge, lors d'une opération de verbalisation elle est tuée à l'arme lourde par un terroriste.                                     |
| 7 janvier 2015    | Merabet         | Ahmed           | Gardien-de-la-Paix      | 40 ans | Police Nationale           | Tué à Paris, lors d'un tentative d'interception d'un commando terroriste il est blessé à puis froidement achevé en pleine rue.               |
| 7 janvier 2015    | Brinsolaro      | Franck          | Lieutenant              | 48 ans | Police Nationale           | Tué à Paris, lors de l'attaque terroriste contre les locaux du journal Charlie-Hebdo il est tué par balles par deux terroristes.             |
| 10 septembre 2014 | Mortas          | Sandrine        | Gardien-de-la-Paix      | 38 ans | Police Nationale           | Tuée à Caen, lors d'une mission de sécurisation aux abords d'un événement sportif elle est délibérément percutée par un scootériste.         |
| 4 juillet 2014    | Calmel          | Fabienne        | Aucun - civil           | 31 ans | Éducation Nationale        | Tuée à Albi, elle est mortellement poignardée par une parent d'élève déclarée irresponsable pénalement.                                      |
| 23 mars 2014      | Leccia          | Antoine         | Colonel                 | 53 ans | Armée de Terre             | Tué à Solenzara lors d'une partie de chasse il est tué accidentellement par une octogénaire.                                                 |
| 21 février 2013   | Genest          | Cyril           | Capitaine               | 40 ans | Police Nationale           | Tué à Paris, lors de l'interception d'un véhicule il est délibérément percuté à bord de son véhicule par un chauffard en fuite.              |
| 21 février 2013   | Voelckel        | Boris           | Lieutenant              | 32 ans | Police Nationale           | Tué à Paris, lors de l'interception d'un véhicule il est délibérément percuté à bord de son véhicule par un chauffard en fuite.              |
| 12 février 2013   | Chemtov         | Albert          | Aucun - civil           | 56 ans | Office National des Forêts | Tué à Saint-Denis, par un collègue de travail qui le tue par balles avant de se suicider.                                                    |
| 18 janvier 2013   | Simon           | Pascal          | Sergent-Chef            | 39 ans | Armée de Terre             | Tué à Saint-Sauveur-de-Peyre dans un accident de la circulation lorsque le camion dans lequel il se trouve se renverse.                      |
| 18 janvier 2013   | Danger          | Ronald          | Caporal-Chef            | 37 ans | Armée de Terre             | Tué à Saint-Sauveur-de-Peyre dans un accident de la circulation lorsque le camion dans lequel il se trouve se renverse.                      |
| 18 janvier 2013   | Ameur           | Nacim           | Caporal-Chef            | 36 ans | Armée de Terre             | Tué à Saint-Sauveur-de-Peyre dans un accident de la circulation lorsque le camion dans lequel il se trouve se renverse.                      |
| 17 octobre 2012   | Brière          | Daniel          | Capitaine               | 52 ans | Gendarmerie Nationale      | Tué à la Peille lors d'un contrôle routier par un chauffard qui lui fonce délibérément dessus avec son véhicule.                             |
| 27 juin 2012      | Pissot          | Sébastien       | Caporal-Chef            | 33 ans | Armée de Terre             | Tué à Maripasoula dans une embuscade tendue par des orpailleurs dans la forêt.                                                               |
| 27 juin 2012      | Moralia         | Stéphane        | Adjudant-Chef           | 28 ans | Armée de Terre             | Tué à Maripasoula dans une embuscade tendue par des orpailleurs dans la forêt.                                                               |
| 17 juin 2012      | Bertaut         | Audrey          | Maréchal-des-Logis-Chef | 35 ans | Gendarmerie Nationale      | Tuée à Collobrières par un homme violent qui lui dérobe son arme de service lors d'une intervention pour un différend familial.              |
| 17 juin 2012      | Champlon        | Alicia          | Adjudant                | 28 ans | Gendarmerie Nationale      | Tuée à Collobrières par un homme violent qui lui dérobe son arme de service lors d'une intervention pour un différend familial.              |
| 15 mars 2012      | Chennouf        | Abel            | Caporal-Chef            | 25 ans | Armée de Terre             | Tué à Montauban lors d'une attaque terroriste visant des militaires à la sortie de leur caserne.                                             |
| 15 mars 2012      | Legouad         | Mohamed         | Caporal                 | 23 ans | Armée de Terre             | Tué à Montauban lors d'une attaque terroriste visant des militaires à la sortie de leur caserne.                                             |
| 11 mars 2012      | Ibn Ziaten      | Imad            | Adjudant                | 30 ans | Armée de Terre             | Tué à Toulouse lors d'un guet-apens tendu par un terroriste, il est abattu sous couvert d'une vente de moto.                                 |
| 17 février 2012   | Moll            | Patrick         | Commandant              | 58 ans | Police Nationale           | Tué à Belleville lors d'un accident de la circulation, il perd le contrôle de son véhicule alors qu'il se rendait sur une scène de crime.    |
| 25 mars 2011      | Rouillier       | Damien          | Inspecteur              | 38 ans | Douanes                    | Tué à Saint-Avertin lors d'une course poursuite, il est percuté délibérément un go-fast transportant 420kg de cannabis.                      |
| 12 novembre 2010  | Tapella         | Jeannick        | Adjudant-Chef           | 49 ans | Gendarmerie Nationale      | Tué à Thélus lors d'un contrôle routier il est délibérément percuté par un conducteur sous l'emprise du cannabis.                            |
| 12 juillet 2010   | Giffard         | Julien          | Caporal                 | 25 ans | Armée de Terre             | Tué à Kayodé lors d'une opération de lutte contre l'orpaillage une pirogue heurte la sienne il tombe dans la rivière Tampok où il se noie.   |
| 20 mai 2010       | Fouquet         | Aurélie         | Gardien-Titulaire       | 26 ans | Police Municipale          | Tuée à Villiers-sur-Marne alors qu'elle tentait d'intercepter un commando de braqueur lourdement armées.                                     |
| 16 mars 2010      | Nérin           | Jean-Serge      | Commandant              | 52 ans | Police Nationale           | Tué à Villiers-en-Bière par un commando de l'ETA lors d'un contrôle de police.                                                               |
| 28 février 2010   | Montouillout    | Jacques         | Maréchal-des-Logis-Chef | 49 ans | Gendarmerie Nationale      | Tué à Eymet lors d'un contrôle routier il est délibérément percuté par un motard en grand excès de vitesse.                                  |
| 13 octobre 2009   | Dauschy         | Philippe        | Adjudant-Chef           | 55 ans | Gendarmerie Nationale      | Tué à Merry-Sec lors d'une opération de contrôle de vitesse, il est délibérément percuté par un contrevenant sans permis.                    |
| 24 juin 2007      | Ambrosse        | Norbert         | Lieutenant-Colonel      | 38 ans | Gendarmerie Nationale      | Tué à Givors lors du cambriolage d'un stand de tir par des malfaiteurs armés de fusil de chasse.                                             |
| 25 mai 2007       | Joachim         | Michel          | Major                   | 43 ans | Gendarmerie Nationale      | Tué à Pontarion, lors d'un contrôle routier un automobiliste le percute délibérément alors qu'il circule à moto face à lui.                  |
| 19 janvier 2007   | Mortier         | Frédérick       | Major                   | 34 ans | Gendarmerie Nationale      | Tué à Gensac-sur-Garonne par un homme retranché chez lui et armé d'un fusil de chasse.                                                       |
| 2 janvier 2007    | Lourties        | Jacques         | Major                   | 41 ans | Gendarmerie Nationale      | Tué à La-Neuville-aux-Joûtes lors d'un contrôle routier sur un la nuit de la Saint-Sylvestre, il est délibérément percuté par un chauffard.  |
| 18 mars 2006      | Francoise       | Frédéric        | Gendarme                | 26 ans | Gendarmerie Nationale      | Tué à Régina lors d'un contrôle routier il prend en chasse un fuyard et est tué dans un accident lors de la poursuite.                       |
| 12 février 2006   | Clin            | Raphael         | Major                   | 31 ans | Gendarmerie Nationale      | Tué à Saint-Martin lors d'un rodéo, il est délibérément percuté par un motard. Des témoins assistent à son agonie sans lui porter secours.   |
| 7 janvier 2006    | Claverie        | Alain           | Adjudant                | 39 ans | Gendarmerie Nationale      | Tué à Mana lors du contrôle d'une embarcation d'orpailleurs il se noie en chutant dans un fleuve.                                            |
| 23 octobre 2005   | Colpart         | Alain           | Major                   | 52 ans | Gendarmerie Nationale      | Tué à Nocé alors qu'il tentait de secourir un homme qui s'immolait par le feu, il meurt de ses blessures.                                    |
| 25 août 2005      | Durand          | Laurine         | Caporal                 | 20 ans | Sapeurs Pompiers           | Tuée à Sandaucourt lors d'une intervention sur un incendie de grange, la structure s'effondre, elle décède de ses blessures.                 |